# 松浦崇文
松浦 崇文（まつうら むねふみ、（本名同じ）1987年6月22日 - ）は、富山県出身の日本の俳優。血液型はO型。
所属劇団はPU-PU-JUICE。

## 主な出演作品

### テレビ
- 監査法人（NHK） - セレブ 役
- 斉藤さん（日本テレビ） - 不良学生 役
- やぐちひとり携帯シネマ 不法恋愛
- シバトラ〜童顔刑事・柴田竹虎〜（フジテレビ） - 機動隊 役
- 世にも奇妙な物語（フジテレビ） - 大学生 役
- エゴイスト 〜egoist〜（東海テレビ） - カメラマン 役 / 記者 役

### 映画
- ヤッターマン
- まいっちんぐまちこ先生

### 舞台
- レッドフェイス 東京の王様（2008年）
- PU-PU-JUICE 第4回公演 『クロス』（2007年、主演：永沼友由輝）
- PU-PU-JUICE 第5回公演 『R-18』（2008年、主演：大迫一平）
- PU-PU-JUICE 第6回公演 『妄想協奏曲』（2008年、主演：大迫一平）
- PU-PU-JUICE 第7回公演 『汚れたアヒル』（2009年）
- PU-PU-JUICE 第8回公演 『新・罪と罰』（2009年、主演：いしだ壱成）
- PU-PU-JUICE 第9回公演 『パニ☆ホス』（2009年、主演：加賀美早紀）
- PU-PU-JUICE 第10回公演 『結婚狂想曲』（2010年、主演：浅見れいな）